# Stadtbibliothek Steglitz-Zehlendorf
Die Stadtbibliothek Steglitz-Zehlendorf ist ein öffentliches Bibliothekssystem in Trägerschaft des Bezirksamtes Steglitz-Zehlendorf, Amt für Weiterbildung und Kultur, Fachbereich Bibliotheken. Die Verwaltung befindet sich in der Bezirkszentralbibliothek Ingeborg-Drewitz-Bibliothek. Die Bibliothek weist einen Medienbestand von 359.198 auf, die im Jahr 2022 von 477.884 Besuchern etwa 2,2 Millionen Mal entliehen wurden. Darüber hinaus organisierte die Bibliothek im gleichen Zeitraum 1556 Veranstaltungen, Führungen und Ausstellungen.

## Geschichte

### Steglitz
Bereits 1896 wurden für einen „Steglitzer Lesezirkel“ Bücher in der Buchbinderei „Schwendy“ in der Schloßstraße 65 gesammelt und 1899 konnte die erste Bücherei Räume in der Schule Schloßstraße 33 beziehen. Unter der dem Eindruck der damaligen Lesehallenbewegung entstand 1900 die „Vereinigte Volksbibliothek“ mit 4200 Bänden, die 1912 schon 12.000 Bände umfasste und zunächst in die Schloßstraße 36, 1918 in das Lyceum Rothenburgstraße 18 umzog.
Gleichzeitig eröffnete in Zehlendorf am 1. März 1893 die Zehlendorfer „Volksbücherei“ und in Lankwitz und Lichterfelde entstanden 1904 die „Volksbücherei zu Lichterfelde Ost“ am Jungfernstieg 29, 1905 eine Bibliothek in Südende und die „Volksbücherei des Westens“. Nach der Gründung von Groß-Berlin im Jahre 1920 übernahm das Bezirksamt Steglitz die aus der Lesehalle hervorgegangene Bibliothek, die inzwischen in ein Nebengebäude der ehemaligen „Höheren Mädchenschule der Frau Gunkel“ in die Grunewaldstraße 2 gezogen war. Gemeinsam mit den Bibliotheken Lichterfelde-Ost und Lankwitz entstand 1921 die „Stadtbücherei Steglitz“ unter der Leitung von Hans Rothardt. 1930 verfügte die Stadtbücherei über mehr als 35.000 Bände. 1924 kam die Kinderlesehalle dazu, die ab 1928 Räume in der Flemmingstraße nutze.
Nach der Machtübernahme der Nationalsozialisten wurde der Bibliotheksleiter Dr. Rothardt in den Ruhestand versetzt. In der nun „Volksbücherei Steglitz“ genannten Bücherei sortierte man unerwünschte Literatur aus und ersetzte sie durch „nationalsozialistisches Schrifttum“. Nach Kriegsende wurden die Bestände hiervon „gesäubert“ und die alten Bestände und die vorher im „Giftschrank“ gelagerten Bestände wieder verfügbar gemacht.
Im Rahmen eines 1956 beschlossenen Zehnjahresplans für Bibliotheken konnte am 1. Oktober 1958 die neue Stadtbücherei mit Erwachsenen-, Jugend- und Musikbücherei in der Grunewaldstraße 2 eröffnet werden. Die Fahrbücherei entstand 1956 und erhielt 1961 einen ersten Bus. In Lankwitz entstand 1965 der Neubau in der Bruchwitzstraße. In den 1980er Jahren gab es viele Einsparungen, Schließungen und Zusammenlegungen. So wurden die Zweigstellen Faradayweg und Argentinische Allee der Stadtbibliothek Zehlendorf und die Zweigstelle Ringstraße in Lichterfelde geschlossen. 1991 wurde die Bibliothek nach der Berliner Schriftstellerin Ingeborg Drewitz benannt („Ingeborg-Drewitz-Bibliothek“), die von 1946 bis zu ihrem Tod 1986 in Zehlendorf gelebt hatte.
Am 4. September 2006 eröffnete die neue Bezirkszentralbibliothek im neu erbauten Einkaufszentrum Das Schloss, das (auch) auf dem Grundstück der alten Bibliothek entstand, mit 5000 m² Gesamtfläche. Die Integration der Bibliothek in das Gebäude war fester Bestandteil der Planungen. Nach Fertigstellung kaufte der Bezirk die Bibliotheksetage im 3. Stock vom Bauherrn zurück.

### Zehlendorf
Die 1893 eröffnete Zehlendorfer „Volksbücherei“ mit einem Bestand von 205 Büchern war zunächst in der Lehrerdienstwohnung der örtlichen Gemeindeschule untergebracht. 1925 übernahm der Bezirk Zehlendorf die Bücherei, erweiterte diese um weitere Zweigstellen in Dahlem und Wannsee und richtete 1935 die Hauptbücherei in der ehemaligen Scharfe’sche Villa am Teltower Damm 10 mit 25.000 Bänden ein, die heute das Standesamt beherbergt. 1937 entstand mit der „Wanderbücherei“ der Vorläufer der heutigen Fahrbibliothek. Nach Kriegsende bezog die Erwachsenenabteilung Räume des Zehlendorfer Rathauses am Teltower Damm. Der Neubau der Stadtbibliothek am Nentershäuser Platz konnte 1962 eröffnet werden und beherbergt auf 1200 m² Nutzfläche noch heute die Kinder- und Jugendbibliothek, die Erwachsenenbibliothek und die Fahrbibliothek mit ihren zwei Bücherbussen.

### Lankwitz
Am 6. Oktober 1912 eröffnete in einem Anbau der 2. Gemeindeschule, der heutigen Paul-Schneider-Grundschule, die Lankwitzer „Volksbibliothek“ mit 300 Bänden. Nach der Gründung des Bezirks Steglitz wurde 1921 die bis dahin vom Ortsverein Lankwitz betreute Bibliothek als Zweigstelle in die Stadtbücherei Steglitz mit 3000 Bänden übernommen. Nach mehreren Ortswechseln fand man 1935 schließlich im ehemaligen Ratskeller des Lankwitzer Rathauses einen geeigneten Platz. Neu war nun ein Leseraum mit Zeitungen. Wenige Wochen nach Kriegsende konnte die weitgehend unversehrt gebliebene Bibliothek wiedereröffnet werden. Der Neubau der Bücherei in der Bruchwitzstraße konnte am 4. Januar 1965 mit 14.000 Bänden in der Erwachsenen- und 6000 in der Jugendabteilung eröffnet werden, wo sie auch heute noch besteht.

### Fahrbibliothek
Um die Bewohner der Stadtrandgebiete von der Bezirks Zehlendorf zu versorgen, war bereits in den 1930er Jahren eine „Wanderbücherei“ als Vorläufer der heutigen Fahrbibliotheken unterwegs. Sie bestand aus einem Auto, das mehrere Haltestellen anfuhr. Der erste Bücherbus in Zehlendorf – der erste in Berlin – fuhr von Dezember 1956 bis 1965 und wurde dann durch ein größeres Fahrzeug ersetzt, das 3500 Medien aufnehmen konnte. 1978 wurde ein zweiter neuer Bus in Dienst gestellt, der 16 Haltestellen mit insgesamt 56 Öffnungsstunden versorgte. Die Busse wurden 1989 bzw. 1993 durch eine Neuanschaffung ersetzt.
Die Stadtbücherei Steglitz setzte für die Fahrbibliotheken einen Sattelschlepper ein, der von Oktober 1961 bis zum Dezember 1988 im Einsatz war und sechs Haltestellen anfuhr. Im September 1966 wurde der zweiten Bücherbus in Dienst genommen, der 1980 durch einen neuen ersetzt wurde. 1999 fusionierten die beiden Fahrbibliotheken und betreiben seitdem gemeinsam zwei Busse, die Haltestellen in beiden Bezirken anfahren und an der Gottfried-Benn-Bibliothek stationiert sind.

## Profil
Die Stadtbibliothek bietet an allen drei Standorten Außenbereiche an. Die Ingeborg-Drewitz-Bibliothek bietet zwei vom Verkehrslärm abgeschirmte Außenbereiche in der dritten Etage nahe der verkehrsreichen Schloßstraße. Die Gottfried-Benn-Bibliothek in Zehlendorf verfügt über eine große Lese-Oase und die Stadtteilbibliothek Lankwitz hat einen Garten als Lesebereich.
Eigene Lektoren suchen die neu anzuschaffenden Medien angepasst auf das Spektrum der drei Bibliotheken selber aus. Etwa 87 % der Neuanschaffungen kommen von Buchhändlern aus der Nähe und von einigen Online-Händlern.
Das Kompetenzzentrum Musik in der Ingeborg-Drewitz-Bibliothek kümmert sich berlinweit um sämtliche Fragen und Möglichkeiten der Musikrecherche im Verbund der Öffentlichen Bibliotheken Berlins. Im Musikbereich der Ingeborg-Drewitz-Bibliothek werden 35.000 Noten für (fast) alle Instrumente und Besetzungen, Studienpartituren und Klavierauszüge bereitgehalten. Der Schwerpunkt liegt auf klassischer Kammer- und Klaviermusik, aber es gibt auch ein umfangreiches Angebot an Musical-, Rock- und Pop-Songbooks. Daneben gibt es fast 10.000 Bücher zu Musikthemen.

## Einrichtungen
Derzeit befinden sich 3 verschiedene Einrichtungen im ganzen Bezirk verteilt sowie die Fahrbibliothek mit zwei Bussen.
|                              | Adresse                             | Ortsteil   | Bestand  |
| ---------------------------- | ----------------------------------- | ---------- | -------- |
| Ingeborg-Drewitz-Bibliothek  | Grunewaldstraße 3, 12165 Berlin     | Steglitz   | >215.000 |
| Gottfried-Benn-Bibliothek    | Nentershäuser Platz 1, 14163 Berlin | Zehlendorf | >75.000  |
| Stadtteilbibliothek Lankwitz | Bruchwitzstraße 37, 12247 Berlin    | Lankwitz   | 92.450   |
| Fahrbibliothek               | 2 Busse mit 27 Haltestellen         |            | 2 × 4500 |

Die Stadtbibliothek Steglitz-Zehlendorf nimmt am Verbund Öffentlicher Bibliotheken Berlins (VÖBB) teil und ist an den bundesweiten Fernleihverkehr angeschlossen.

## Medien
Die Bibliothek verfügt über einen Bestand von 394.406 Medien und konnte 2.778.854 Entleihungen bei 884.755 Bibliotheksbesuchern durchführen (Stand: 2017). Im Jahr 2017 konnten 2392 Veranstaltungen, Führungen & Ausstellungen mit 44.139 Teilnehmern durchgeführt werden.

## Kooperationspartner
- Freundeskreis der Stadtbibliothek Steglitz-Zehlendorf[3]
- Alice-Salomon-Hochschule seit 2015 gibt es ein monatliches Schreibcafé.
- Gemeinsame Veranstaltungen mit der Deutsch-Polnischen Gesellschaft zu Geschichte und Kultur der beiden Länder.
- Die Gesellschaft für Erdkunde führt die GfE Veranstaltungen durch, die trotz ihrer Spezialität ein breites Publikum erreichen.
- Das Bildungsforum Berlin der Konrad-Adenauer-Stiftung bietet jährlich sechs Lesungen mit aktuellen deutschen Autoren zu verschiedenen zeitgeschichtlichen Themen an.
- Seit 2014 in der Stadtteilbibliothek Lankwitz und 2015 in der Ingeborg-Drewitz-Bibliothek gibt es den beliebten Berliner Krimimarathon.
- Mit der Lesewelt Berlin e. V. finden in der Ingeborg-Drewitz-Bibliothek und in Zehlendorf jede Woche mehrmals Vorlesen für Kinder im Alter von vier bis zwölf Jahren statt.
- Pflegestützpunkte Berlin gibt praktische Hilfe mit Vorträgen zu Themen wie Pflege, Elternunterhalt, Nachbarschaftshilfe, Diabetes und Demenz.
- Die Pückler-Gesellschaft bietet seit 2015 in der Ingeborg-Drewitz-Bibliothek illustrierte Vorträge an, die jedermann offen stehen.
- Mit der Buchhandlung “Thalia” gibt es gemeinsame Lesungen deutscher und internationaler Autoren.
- Die Theodor Fontane Gesellschaft bietet Vorträge und Lesungen für Mitglieder und andere Interessierte an.

Zusammenarbeit gibt es auch mit folgenden Schulen:
- Hermann-Ehlers-Gymnasium
- Mercator-Grundschule
- Schadow-Gymnasium
- Werner-von-Siemens-Gymnasium
- Wilma-Rudolph-Oberschule

## Galerie

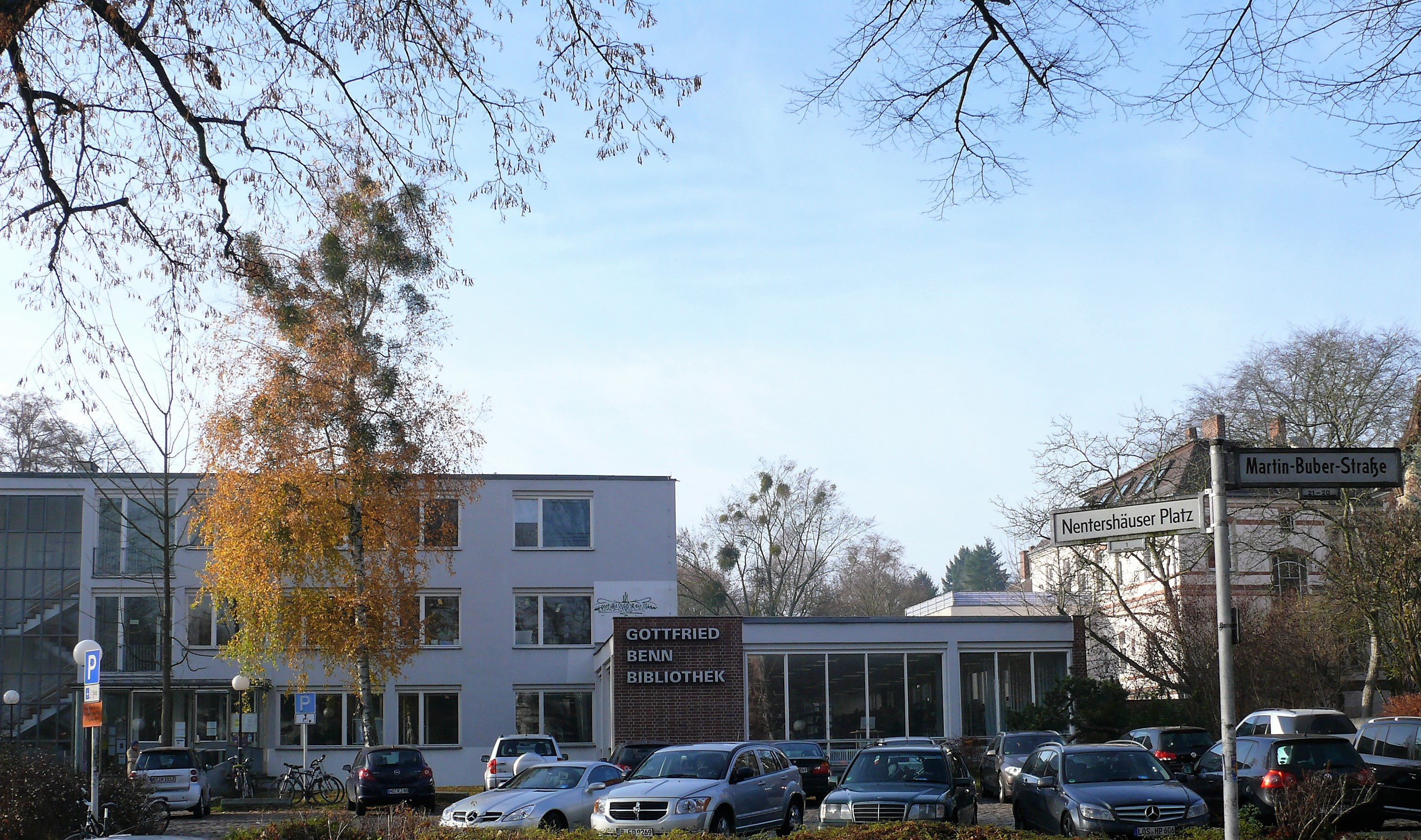
Gottfried-Benn-Bibliothek Zehlendorf
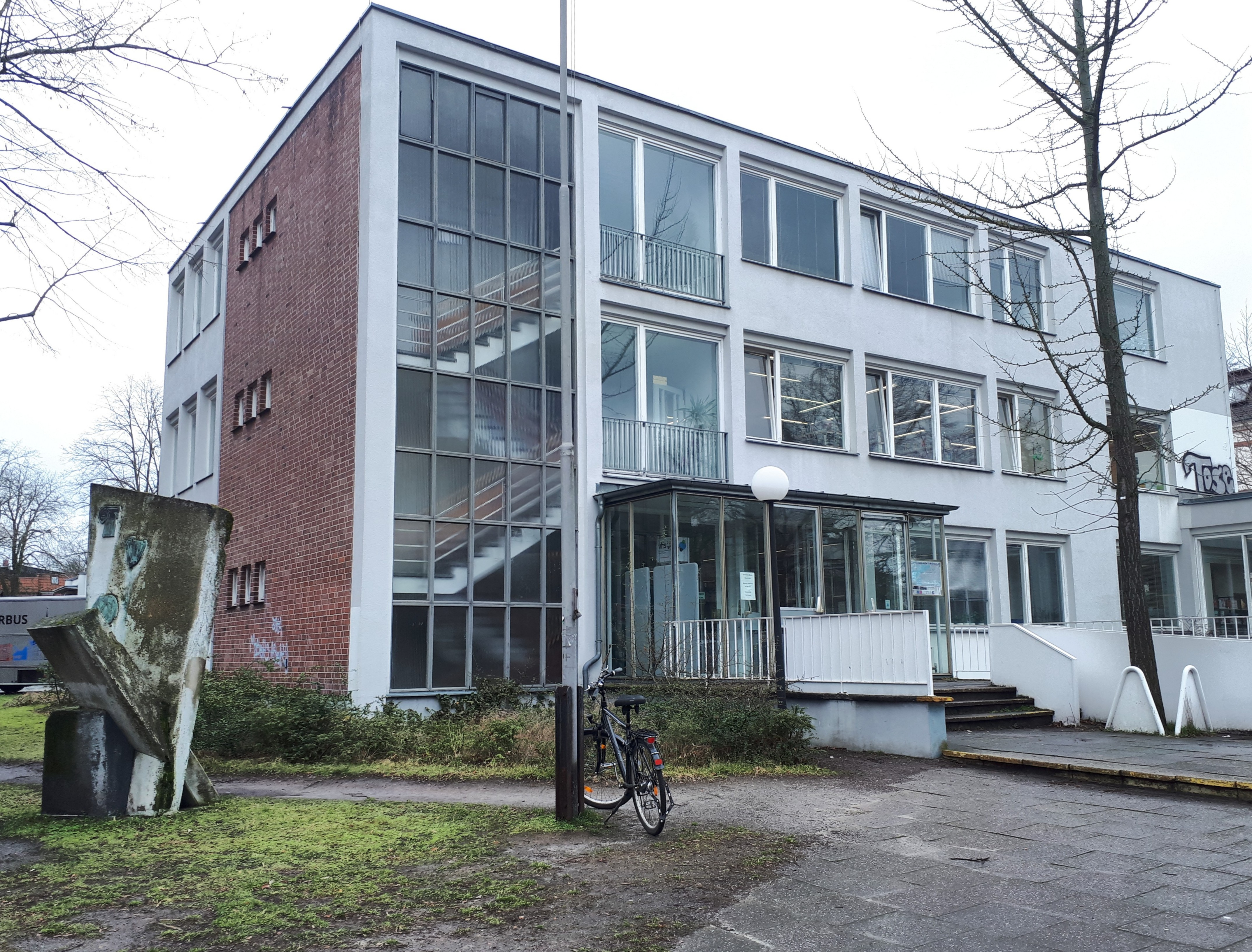
Gottfried-Benn-Bibliothek Zehlendorf
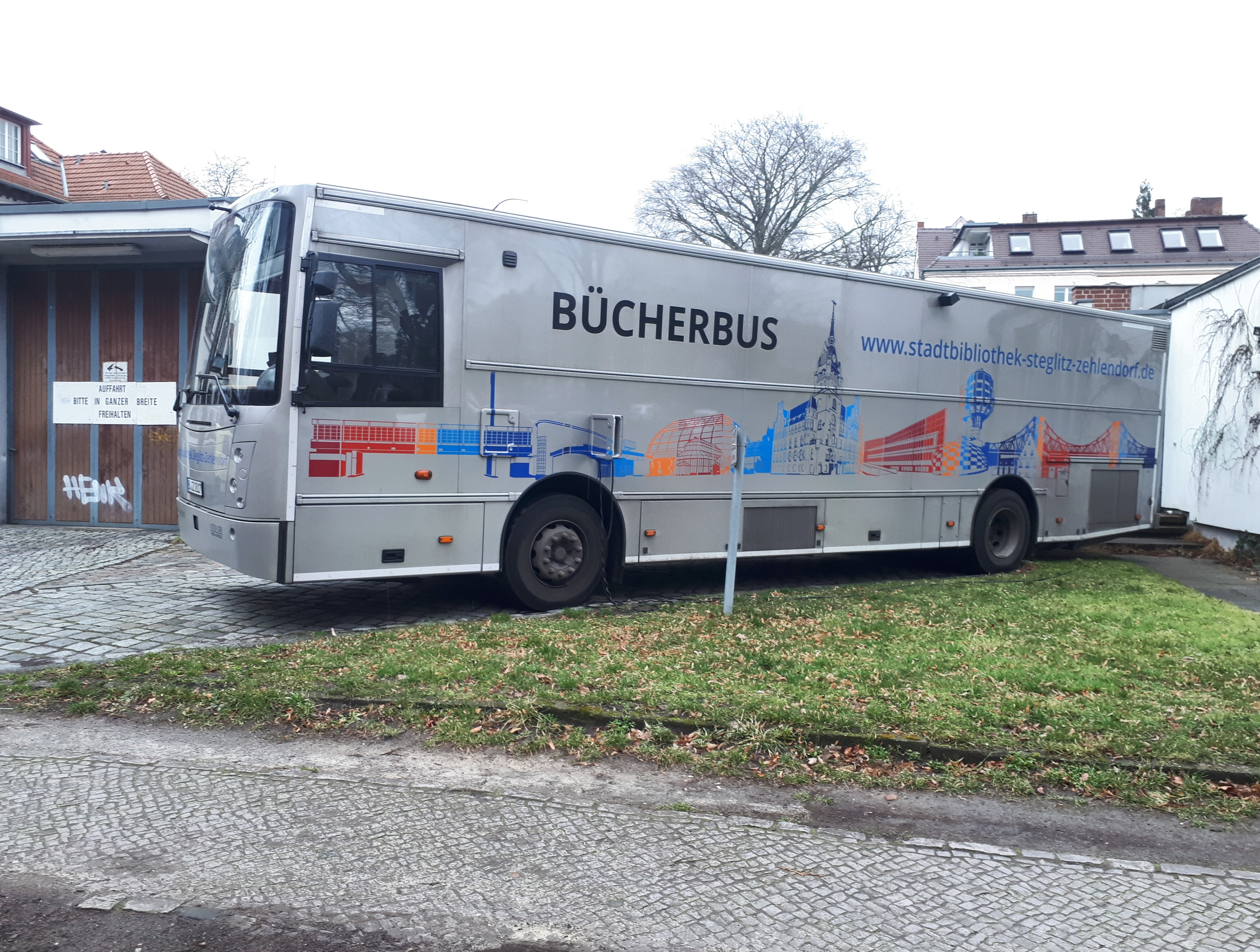
Bücherbus der Stadtbibliothek
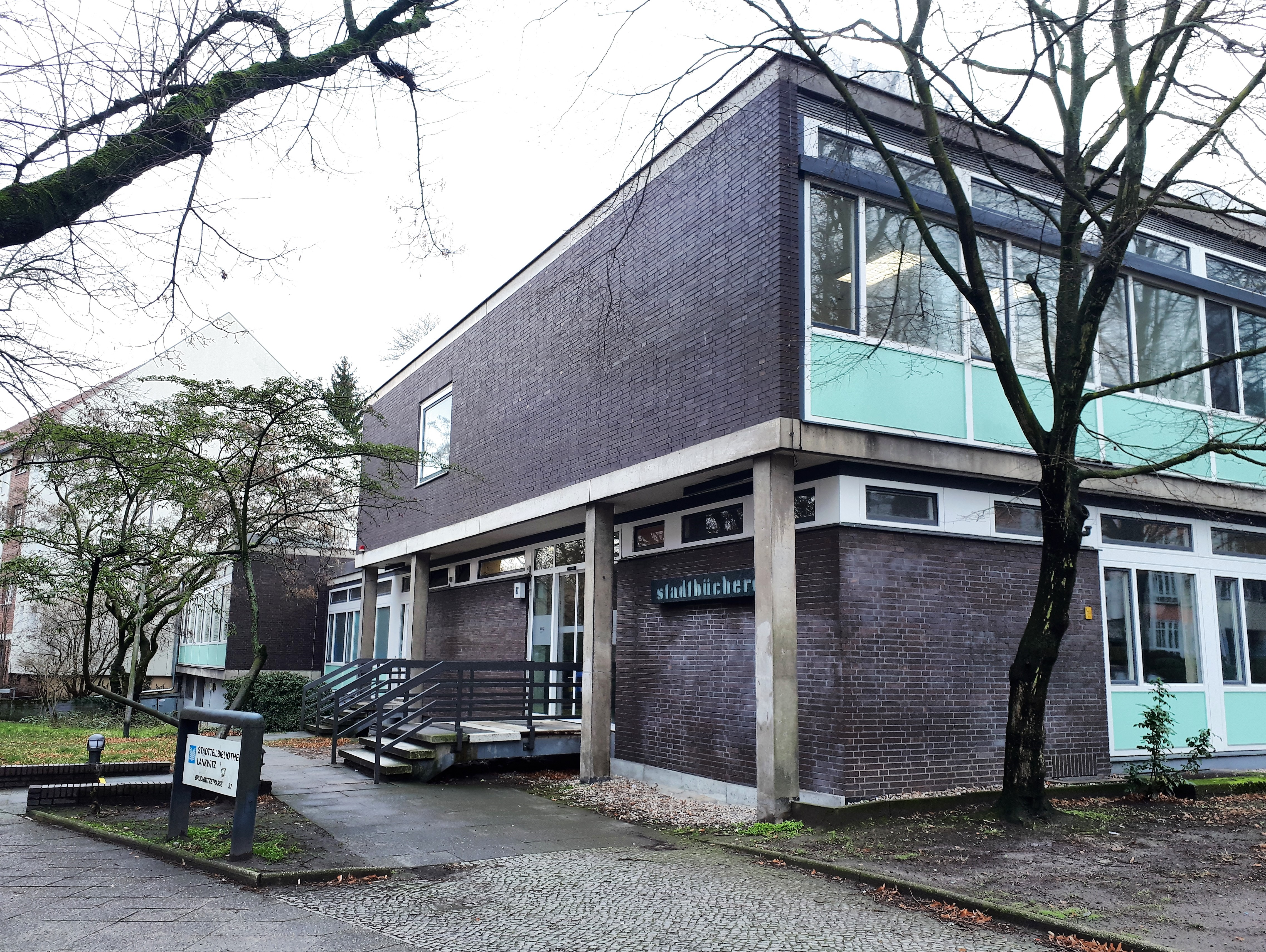
Stadtteilbibliothek Lankwitz